# Monte Torsoleto
Il Monte Tosoleto (o Pizzo Torsoleto) è una montagna alta 2708 m s.l.m. delle Alpi Orobie Orientali, situata in provincia di Brescia.

## Accessi
Un itinerario di salita è dalla località Loveno di Paisco Loveno (BS).